# Novovjekovni brodolom u uvali Labotovu kod Komiže
Ostatci nvovjekovnog brodoloma nalate se u uvali Labotovu kod Komiže na Visu.

## Opis
Ostaci brodoloma pronađeni i potvrđeni 2014. i 2015. godine nalaze se na južnoj strani rta Stupišće u uvali Labotovo na dubini od 25 do 50 metara. Na osnovu do sada prikupljenih informacija ustanovljeno je da je brod prevozio teret koji se sastojao od tovara željeznih sidara – minimalno 13 komada. Na lokalitetu je uočen i veći broj cijelih ili djelomično sačuvanih keramičkih zdjelica. Za sedam zdjelica je nakon obrade utvrđeno da su proizvedene u prvoj polovici 15. stoljeća na području regije Veneto, što ukazuje na vjerojatno mletačko podrijetlo brodoloma. S obzirom na karakter i dataciju nalaza riječ je o izuzetno rijetkom i važnom pronalasku čije će istraživanje upotpuniti spoznaje o tipologiji sidara te pomorskoj trgovini u novom vijeku na području srednjeg i južnog Jadrana.

## Zaštita
Pod oznakom Z-6814 zaveden je kao nepokretno kulturno dobro - arheologija, pravna statusa zaštićena kulturnog dobra, klasificirano kao "podvodna arheološka zona/nalazište".